# Ferrari Experience 3D
Ferrari Experience 3D es un videojuego de carreras de 2004 desarrollado por Sumea y publicado por Digital Chocolate para teléfonos móviles con J2ME. Es la secuela de Ferrari Experience 2.

## Jugabilidad
Ferrari Experience 3D es un juego de carreras en tercera persona donde se conduce un coche de Fórmula 1 de Ferrari. Cuenta con dos modos de juego: Entrenamiento y Carrera. En el modo Entrenamiento se hacen tres vueltas en solitario. En el modo Carrera se corre contra 17 corredores durante tres vueltas. Antes de empezar una carrera se elegir el piloto entre Michael Schumacher y Rubens Barrichello. Solo se puede correr en la pista Italia GP. Además también cuenta con asistencia de frenado.